# Keith Moon
Keith John Moon (23. srpna 1946 Londýn – 7. září 1978 Londýn) byl anglický bubeník, člen skupiny The Who. Byl proslulý svým chaotickým stylem hry na bicí a destruktivním životním stylem. Moon se ke skupině Who připojil v roce 1964, kdy nahradil Douga Sandoma. Hrál na všech albech skupiny, počínaje debutovým My Generation (1965) až po Who Are You (1978), vydaném dva týdny před jeho smrtí.

## Mládí
Keith John Moon se narodil 23. srpna 1946 v Londýně Arthurovi a Kathleen Moonovým a poté žil ve Wembley. Byl neobyčejně hyperaktivní. Jeho otec mu dal přezdívku "Nobby". Jediná věc, která mohla udržet jeho pozornost, byla hudba. Ve škole se mu nedařilo a opustil ji v roce 1961.

## Začínající hudební kariéra
Jako dvanáctiletý se Moon stal členem kapely místní organizace Sea Cadet Corps jako hráč na vojenskou trubku polnici, ale zanedlouho přešel na místo bubeníka. Moon začal bubnovat ve čtrnácti poté, co mu jeho matka koupila bicí. Keith dostával lekce bubnování od jednoho z nejhlasitějších bubeníků té doby, Carla Littlea, kterému platil 10 šilinků za lekci. Mezitím se stal členem své první opravdové kapely "The Escorts". Později strávil 18 měsíců jako bubeník za "The Beachcombers", londýnskou cover kapelu významnou pro interpretace písní Cliffa Richarda.

## The Who
V sedmnácti letech se stal členem The Who, kdy nahradil jejich původního bubeníka Douga Sandoma. Na začátku kariéry The Who, jakmile získali příznivce, usilovali o to se nějak odlišit od ostatních kapel té doby. Když jejich živá vystoupení vyvrcholila v něco, co bylo později popsáno jako auto-destruktivní umění, s Petem Townshendem (Moon ho nadšeně následoval) rozbíjeli svoje vybavení. Tím se sice proslavili v tisku, ale začali mít nedostatek peněz. Jejich chování začaly napodobovat další kapely a umělci včetně Jimiho Hendrixe na jeho vystoupení v roce 1967 na Monterey Pop Festivalu. Moon pro to projevil nadšení, rozkopával a rozbíjel svoje bicí. V roce 1967 během jejich vystoupení v The Smothers Brothers Comedy Hour měl Moon v jednom z bubnů uložené trhaviny. Během finále "My Generation" nálož vybouchla. Spekuluje se o tom, že právě tento výbuch měl za následek, že Townshend pak měl problémy se sluchem, ačkoli sám Townshend to přisuzoval dlouhodobému používání sluchátek v nahrávacím studiu. Během svého jediného bubenického sólo vystoupení v televizi Moon naplnil průhledné bubny vodou a zlatými rybičkami a hrál na ně pro obecenstvo. Za podobné šaškárny získal přezdívku "Moon the Loon". Stal se jedním z nejznámějších bubeníků.

## Diskografie
Pro Moonovu diskografii s The Who vizte článek Diskografie The Who.
Sólová alba
- Two Sides of the Moon (1975)